# Rugby Rovigo 2008-2009

## Super 10 2008-09

### Stagione regolare
| Incontro               | Andata | Ritorno |
| ---------------------- | ------ | ------- |
| Petrarca — Rovigo      | 18-10  | 22-24   |
| Rovigo — Calvisano     | 46-16  | 9-25    |
| GRAN Parma — Rovigo    | 20-16  | 10-30   |
| Rovigo — Capitolina    | 36-16  | 30-5    |
| Parma — Rovigo         | 20-30  | 6-14    |
| Rovigo — Viadana       | 24-23  | 11-36   |
| Rovigo — Benetton      | 10-13  | 13-24   |
| Rugby Roma — Rovigo    | 23-27  | 11-19   |
| Rovigo — Veneziamestre | 15-15  | 25-15   |

#### Risultati della stagione regolare
| Posizione | G  | V  | N | P | PF  | PS  | DP  | B | Pt |
| --------- | -- | -- | - | - | --- | --- | --- | - | -- |
| 4ª        | 18 | 11 | 1 | 6 | 389 | 318 | +71 | 6 | 52 |

### Fase finale
| Turno | Incontro         | Andata | Ritorno |
| ----- | ---------------- | ------ | ------- |
| SF    | Rovigo — Viadana | 19-23  | 11-15   |

## Coppa Italia 2008-09

### Prima fase
| Incontro            | Risultato |
| ------------------- | --------- |
| Calvisano — Rovigo  | 17-17     |
| Rovigo — Capitolina | 25-18     |
| Rovigo — Parma      | 5-41      |
| Viadana — Rovigo    | 13-14     |

#### Risultati della prima fase
| Posizione | G | V | N | P | PF | PS | DP  | B | Pt |
| --------- | - | - | - | - | -- | -- | --- | - | -- |
| 2ª        | 4 | 2 | 1 | 1 | 61 | 89 | -28 | 0 | 10 |

### Fase finale
| Turno | Incontro               | Risultato |
| ----- | ---------------------- | --------- |
| SF    | Veneziamestre — Rovigo | 31-28     |

## European Challenge Cup 2008-09

### Prima fase
| Incontro              | Andata | Ritorno |
| --------------------- | ------ | ------- |
| London Irish — Rovigo | 78-3   | 23-9    |
| Rovigo — Dax          | 24-11  | 20-22   |
| Rovigo — Connacht     | 20-35  | 3-30    |

#### Risultati della prima fase
| Posizione | G | V | N | P | PF | PS  | DP   | B | Pt |
| --------- | - | - | - | - | -- | --- | ---- | - | -- |
| 3ª        | 6 | 1 | 0 | 5 | 79 | 199 | -120 | 1 | 5  |

## Verdetti
- Rovigo qualificato alla European Challenge Cup 2009-10.